# Andreas Klöden
Andreas Klöden (ur. 22 czerwca 1975 w Mittweidzie) – niemiecki kolarz szosowy, brązowy medalista olimpijski.

## Kariera
Zawodową karierę rozpoczął w 1998, dwa lata po zdobyciu brązowego medalu MŚ w jeździe na czas w kategorii U-23, w drużynie Telekom. W swoim pierwszym sezonie wygrał klasyfikację generalną niemieckiego wyścigu Niedersachsen Rundfahrt, a także prolog Tour de Normandie. Rok później wygrał etap portugalskiego Tour de Algarve. Jednak pierwszym z jego wspaniałych sezonów był 2000. Klöden wygrał wtedy klasyfikację generalną Paryż-Nicea oraz Dookoła Kraju Basków. Na igrzyskach olimpijskich w Sydney zdobył brązowy medal, przegrywając z Janem Ullrichem i Aleksandra Winokurowa.
Przez kolejne trzy sezony Klödena prześladowały kontuzje. W wielkim stylu powrócił w 2004 zdobywając tytuł mistrza Niemiec, a także zajmując 2. miejsce w elitarnym francuskim wyścigu Tour de France, gdzie uległ tylko Lance’owi Armstrongowi.
W 2005 Klöden wygrał etap Dookoła Bawarii. Na Tour de France był pomocnikiem liderów T-Mobile Team – Ullricha i Winokurowa.
W 2006, kiedy Jan Ullrich i Ivan Basso byli uwikłani w aferę dopingową, Andreas mógł wreszcie pokusić się o zwycięstwo w Tour de France. Jednak wtedy pokonali go Floyd Landis i Oscar Pereiro. Jednakże Landis został zdyskwalifikowany z powodu dopingu, więc Niemcowi ostatecznie przypadła 2. lokata. 27 sierpnia 2006 Klöden postanowił przenieść się do Astany.
W sezonie 2008 zajął trzecie miejsce w klasyfikacji indywidualnej UCI ProTour, przegrywając tylko z Hiszpanem Alejandro Valverde i Włochem Damiano Cunego.
24 października 2013 roku ogłosił zakończenie kariery.

## Najważniejsze zwycięstwa i sukcesy
- 1998
  - 1. miejsce w Niedersachsen-Rundfahrt
  - 1. miejsce na prologu Tour de Normandie
- 1999
  - 1. miejsce na 3. etapie Volta ao Algarve
- 2000
  - 1. miejsce w Vuelta al País Vasco
    - 1. miejsce na 5. etapie

  - 1. miejsce w Paryż-Nicea
    - 1. miejsce na 7. etapie

  -  3. miejsce w igrzyskach olimpijskich (start wspólny)
  - 12. miejsce w igrzyskach olimpijskich (jazda ind. na czas)
- 2004
  -  1. miejsce w mistrzostwach Niemiec (start wspólny)
  - 2. miejsce w Tour de France
- 2005
  - 1. miejsce na 5. etapie Bayern-Rundfahrt
- 2006
  - 1. miejsce w Regio-Tour
  - 2. miejsce w Tour de France
- 2007
  - 1. miejsce w Tirreno-Adriático
  - 1. miejsce w Circuit de la Sarthe
    - 1. miejsce na 2. etapie
- 2008
  - 1. miejsce w Tour de Romandie
    - 1. miejsce na 3. etapie

  - 2. miejsce w Tour de Suisse
- 2009
  - 5. miejsce w Tour de France
    - 1. miejsce na 4. etapie (jazda druż. na czas)

  - 3. miejsce w Tirreno-Adriático
    - 1. miejsce na 5. etapie

  - 2. miejsce w Tour de Luxembourg
- 2011
  - 2. miejsce w Paryż-Nicea
    - 1. miejsce na 5. etapie

  - 1. miejsce w Dookoła Kraju Basków
  - 1. miejsce na 3. etapie Critérium International
  - 1. miejsce na 1. etapie Giro del Trentino
- 2012
  - 4. miejsce w USA Pro Cycling Challenge

- 2013
  - 9. miejsce w Paryż-Nicea